# Кубршница
Кубршница (дугачка 42 km) је река у Србији. Припада Црноморском сливу и представља највећу и најзначајнију притоку Јасенице.

## Карактеристике слива
Река Кубршница извире код Аранђеловца. Дужина њеног тока који је нуравнотеженог водостаја је 47 km. Највећа притока је Велики Луг. Она има карактер праве равничарске реке, а дужином од 15 km тока, кроз територију тополске општине, савлађује висинску разлику од 32 m. Има две десне и три леве притоке. Десне притоке су речица Каменица дуга 17 km и поток Врањевац, а леве притоке су Велики Луг, Вићија и Суморина. И поред тога се догађало да током појединих година, нарочито у августу пресуши.
Иначе током плавних година неретко излази из корита и плави околна места, доста штете наноси и Смедеревској Паланци у чијој се близини улива у Јасеницу. У алувијаној равни њеног тока налази се спортски аеродром у Смедеревској Паланци LYSP.